# Rezidencijalni umjetnik
Umjetničke rezidencije obuhvaćaju širok spektar umjetničkih programa koji uključuju suradnju umjetnika i domaćinskih organizacija, institucija ili zajednica. To su programi koji umjetnicima pružaju prostor i resurse za podršku njihovoj umjetničkoj praksi. Rezidencije suvremenih umjetnika postaju sve više tematske, s umjetnicima koji rade zajedno sa svojim domaćinom u potrazi za specifičnim ishodom koji se odnosi na određenu temu.

## Definicije
Grupe umjetnika sličnim umjetničkim rezidencijama mogu se pratiti barem do 16. stoljeća u Europi, kada su se pojavljuju umjetničke akademije. Godine 1563. vojvoda od Firence Cosimo Medici i toskanski slikar Giorgio Vasari osnovali su Accademia del Disegno, koja se može smatrati prvom umjetničkom akademijom. Bila je to prva institucija koja je promovirala ideju da umjetnici mogu imati koristi od lokalizirane stranice posvećene napretku njihove prakse. U 17. stoljeću Francuska je financirala je Prix de Rome, stipendija koja financira umjetnike za usavršavanje od tri do pet godina u institucijama kao što su palača Mancini u Rimu i Villa Medici u Firenci. Tijekom 19. stoljeća u Europi su se umjetničke zajednice počele pojavljivati na selu, gdje se vanjski ambijent smatrao katalizatorom za inspiraciju i zajednički razvoj umjetničkih ideja među zajednicama. Stoljeće kasnije, 1919. godine, Staatliches Bauhaus se pojavio kao “kontrareakcija na model akademskog obrazovanja, gdje je umjetnik izoliran od društva”.
Sredinom 20. stoljeća došlo je do velikog vala umjetničkih rezidencija, osobito tijekom 1960-ih godina. Artist Placement Group (APG) općenito se smatra jednom od najranijih iteracija umjetničke rezidencije i bila je prva takve vrste u Ujedinjenom Kraljevstvu. APG su 1962. godine osnovali vizualni umjetnici Barabara Steveni i John Latham. Grupa je značajna za povijest umjetničkih rezidencija jer je bila jedna od prvih većih rezidencija koje su uvele vizualne umjetnike u institucije. Steveni je osmislila ideju rezidencijalnog programa umjetnika dok je iz tvornice nabavljala materijal koji će koristiti u svojoj umjetničkoj praksi. Posjet je doveo Steveni do razmišljanja koje bi koristi mogle biti iz programa koji izravno angažira umjetnike u privatnim institucijama. Svrha APG-a bio je promicati utjecaj umjetnosti na društvo i utjecaj društva na umjetnost, "'premošćivanjem jaza između umjetnika i ljudi na poslu tako da svatko može dobiti iz perspektiva i pristupa aktivnosti drugoga”. Val rezidencijalnih programa umjetnika koji se pojavio u Europi 1960-ih godina može se pripisati nekoliko čimbenika, uključujući: pojavu i rast regionalnih umjetničkih udruženja; vladine promjene okvira umjetničke politike; i pomicanje sklonosti prema "umjetnostima zajednice". U Ujedinjenom Kraljevstvu, povećanje rezidencijalnih boravaka umjetnika tijekom sredine 1960-ih godina poklopilo se s novom laburističkom vladom, a posebno s pisanjem Bijele knjige od strane nove vlade iz 1965. godine, Politika za umjetnost: prvi koraci, i preinakom Umjetničkog vijeća Kraljevskom poveljom iz 1967. godine. Prema umjetničkom akademiku Kevinu Stephensu, "ključna promjena [u novoj povelji] bila njegova referenca na 'umjetnost', više nego 'isključivo likovnu umjetnost'". Ovaj odmak od prevlasti visoke umjetnosti potaknuo je više eksperimentalnih praksi, koje su bile olakšane modelom umjetničkih rezidencija. Ti rezidencijalni programi umjetnika sastojali su se gotovo isključivo od rezidencijalnih studija vizualnih umjetnosti. Iako su se tijekom 1960-ih godina pojavile prilike za boravak pjesnika, skladatelja i glazbenika, scenom su ipak dominirali vizualni umjetnici.
Mogućnosti boravka postale su sve češće tijekom 1970-ih i 1980-ih godina. Počeli su razvijati slične težnje, ukazujući na pojavu rezidencijalnih programa umjetnika. Tijekom 1980-ih i 1990-ih godina, povećana globalizacija omogućila je rezidencijama da postanu dostupnije umjetnicima iz inozemstva, s institucijama koje su otvorile svoje rezidencijalne programe međunarodnim umjetnicima. Ekspanzija interneta početkom 2000-ih godina dodatno je globalizirala umjetničke rezidencije, budući da su jeftiniji i neposredniji oblici komunikacije omogućili da organizacija i procesi prijavljivanja međunarodnih umjetničkih rezidencija postanu lakši i pravodobniji. Umjetnici su umjetničke rezidencije počeli smatrati "nezamjenjivim dijelom svoje karijere" do 2010-ih godina.
Istraživanje koje je provela Međunarodna federacija umjetničkih vijeća i kulturnih agencija ('IFACCA') 2013. proučavalo je opće motive i namjeravane učinke rezidencijalnih programa umjetnika. Prikupljajući podatke iz 18 zemalja i šest kontinenata, IFACCA je utvrdila da su najpopularnije motivacije ispitanika: „Pružiti priliku za profesionalni razvoj umjetnika (88 %)“, „Podržati stvaranje ili razvoj novog umjetničkog rada (75 %)”, “Kulturna suradnja (31 %)” i “Biti dio programa razvoja lokalne zajednice (19 %)”.
Studija o rezidenciji Artists in Architecture u Praianu, Italija, utvrdila je da su stanovnici grada izrazili veće osjećaje sklonosti umjetnosti, skrbništvu, društvenoj koheziji i kreativnosti u intervjuima vođenim šest mjeseci nakon završetka kratkotrajne rezidencije. Istraživači studije ukazuju da ovo otkriće podupire pretpostavku da umjetničke rezidencije, povezujući umjetničku praksu s lokaliziranim prostorom, mogu uvelike koristiti okolnoj zajednici. Sugerirali su da je financiranjem rezidencije grad Praiano pokazao svojim građanima predanost umjetnosti, koja može utjecati na pozitivne promjene u široj zajednici, poticanjem „promicanja izložbi, aktivaciju mreža između kreativnih industrija na nacionalnim razmjerima, [i] pozivom turoperatora s međunarodnog tržišta.”.
Studije o učincima umjetničkih programa na stariju populaciju provode se još od 1980-ih godina, a rezidencije umjetnika od tada postaju sve češće u ustanovama za skrb o starijim osobama. Istraživanja su pokazala da programi koje vode rezidencijalni umjetnici mogu značajno poboljšati ukupnu kvalitetu života starijih osoba koje žive u domovima. Pokazalo se da su umjetnički programi sposobni poboljšati fizičko zdravlje, mentalno zdravlje i društvenu dobrobit starijih osoba. Konkretno, studije su posebno primijetile da umjetnički programi mogu utjecati na promjene u cjelokupnom zdravlju, manju učestalost posjeta liječniku i korištenje lijekova na recept, nižu stopu depresije i osjećaja usamljenosti te povećanje sudjelovanja u društvenim aktivnostima. Jedno je istraživanje iz 2021. godine istaknulo da su prednosti umjetničkih programa koje vode rezidencijalni umjetnici u ustanovama za skrb o starijim osobama posljedica njihovog pozitivnog fokusa na sposobnosti i vještine sudionika. Studija je sugerirala da se takvo djelovanje izravno suprotstavlja načinu na koji se nesposobnosti starijih osoba mogu pojačati i istaknuti složenim okruženjem skrbi u mnogim ustanovama za skrb o starijim osobama.
Istraživanje je pokazalo da umjetničke rezidencije mogu osnažiti nastavni plan i program umjetnosti u predškolskim učionicama. Studija iz 2011. godine provedena u američkom dječjem vrtiću otkrila je da je šestotjedna umjetnička rezidencija imala učinak "transformacije... postojećih umjetničkih praksi usmjerenih na zanate u značajna umjetnička iskustva koja se oslanjaju na gledanje umjetnosti, stvaranje umjetnosti i estetska iskustva.” Iako ispitivanje dugoročnih učinaka rezidencijalnog boravka umjetnika nije bilo u okviru studije, pokazalo se da je estetsko iskustvo pruženo kratkim boravkom značajno povećalo interes studenata i angažman u umjetničkim aktivnostima, barem za vrijeme trajanje studija.
Određeni modeli financiranja umjetničkih rezidencija mogu uključivati dnevnicu za umjetnika koji sudjeluje. Drugi modeli financiranja, često neprofitnih subjekata, možda ne pružaju nikakvu naknadu, a mogu čak zahtijevati od umjetnika da plate naknadu za sudjelovanje. Općenito postoji više subjekata uključenih u omogućavanje i financiranje umjetničkih rezidencija. To uključuje organizaciju domaćina, ustanovu ili zajednicu te razna tijela koja financiraju rezidenciju. Troškovi financiranja umjetničkih rezidencija značajno variraju ovisno o vrsti, duljini i prirodi programa. One mogu uključivati plaće administracije; menadžerske plaće; gostoljubivost; cijene zrakoplovnih karata; pristojbe za vizu; materijali; ugovore i smještaj. Boravak također može pokriti troškove dokumentacije i evaluacije staža, što može biti potrebno za institucionalnu evidenciju i transparentnost programa. Sredstva se mogu prikupljati iz raznih izvora. Mogu potjecati iz javnih sredstava, privatnih sredstava ili hibrida oba. Neslužbena istraživačka studija koju je proveo Res Artis prikupila je podatke o praksama financiranja 134 rezidencijalna programa umjetnika. Od 134 ispitanika, njih 73 primilo je isključivo javno financiranje, 34 primilo je kombinaciju javnog i privatnog financiranja, a 22 je primilo kombinaciju javnog i vlastitog financiranja. Javna sredstva mogu se raspodijeliti iz institucija na gradskoj, državnoj, nacionalnoj, regionalnoj i međunarodnoj razini. Na primjer, Künstlerhaus Stuttgart Atelierprogramm jednogodišnji je rezidencijalni program za umjetnike u usponu i umjetničke kritičare, a financira ga grad Stuttgart. Primjer sredstava koja se distribuiraju s nacionalne razine je Malta Arts Fund, koji podupire umjetnike koji sudjeluju u rezidencijalnim programima. Primjeri privatnih tijela za financiranje mogu uključivati umjetničke galerije, tvrtke, znanstvene organizacije, ekološke organizacije, bolnice ili škole.
Prepoznajući sve veću rasprostranjenost umjetničkih rezidencijalnih boravaka za umjetnike, mnoge nacionalne i državne vlade, njihovi organi i druge nevladine organizacije, objavile su oblik smjernica za umjetničke rezidencijalne studije za umjetnike.
Godine 2014. Europska unija, radeći s Radnom skupinom stručnjaka iz zemalja članica EU za rezidencije umjetnika, objavila je Priručnik o politikama o rezidencijama umjetnika. Priručnik detaljno ocrtava trenutne trendove i ponašanja institucija koje ugošćuju umjetničke rezidencije diljem Europe i daje smjernice za usmjeravanje provedbe dobre politike državama EU-a u vođenju umjetničkih rezidencija. Njihovi prijedlozi su uključivali: “osiguranje da postoje jasni, dobro artikulirani ciljevi i zajednički ciljevi svih uključenih strana”; “pohađanje ciljanih obuka (radionica i podrška) za umjetnike, domaćine, zajednicu i studente”; i “osiguravanje dobre evaluacije, izrade dokumentacije i povratnih informacija za informiranje buduće prakse”. Na nacionalnoj razini, priručnik je sugerirao poboljšanje “Međuvladine komunikacije na svim razinama upravljanja (podregionalna, lokalna, gradska, itd.) … kako bi se stvorila koherentna strategija za umjetničke rezidencije”.
Artist Communities Alliance (ACA) međunarodna je udruga sa sjedištem u Sjedinjenim Američkim Državama, osnovana s ciljem "podržavanja ljudi koji pokreću područje umjetničkih rezidencijalnih boravaka". Godine 2020. ACA je objavio članak pod naslovom “Pet stupova zdravog boravka”. Pet ključnih stupova koji su navedeni bili su:
1. Identitet: "stvaranje kulture u kojoj se svaki dionik može čuti, poštovati i aktivno sudjelovati u određivanju onoga što je organizaciji potrebno i kako će do toga doći."[54]
2. Dizajn programa: "[O]rganizacije moraju znati tko su njihovi glavni sastavnici, koje su njihove uloge u vašoj organizaciji i koje aktivnosti podržavaju te pojedince."[55]
3. Operacije: "radni planovi dokumentiraju procese i metode za obavljanje posla dok jačaju politike i stvaraju prilike za osoblje da dobro obavlja svoj posao bez grubog nadzora."[56]
4. Razvoj resursa: "[o]rganizacije moraju jasno razumjeti svoj identitet, svoje ključne sastavnice (tko prima i tko pruža usluge) i kako će postići organizacijske ciljeve."[57]
5. Upravljanje: “[o]rganizacije moraju aktivno pokazivati brigu za umjetnike, osoblje, partnere, zemlju kojom upravljaju i zajednice u kojima postoje kako bi stvorile klimu u kojoj umjetnici i osoblje mogu napredovati.”[58]